# Rhabdomastix (Rhabdomastix) laetoidea
Rhabdomastix (Rhabdomastix) laetoidea is een tweevleugelige uit de familie steltmuggen (Limoniidae). De soort komt voor in het Palearctisch gebied.